# 大和橋
大和橋（やまとばし）は、大阪府内の大和川に架かる橋。
「浪速の名橋50選」に選定されている。

## 概要

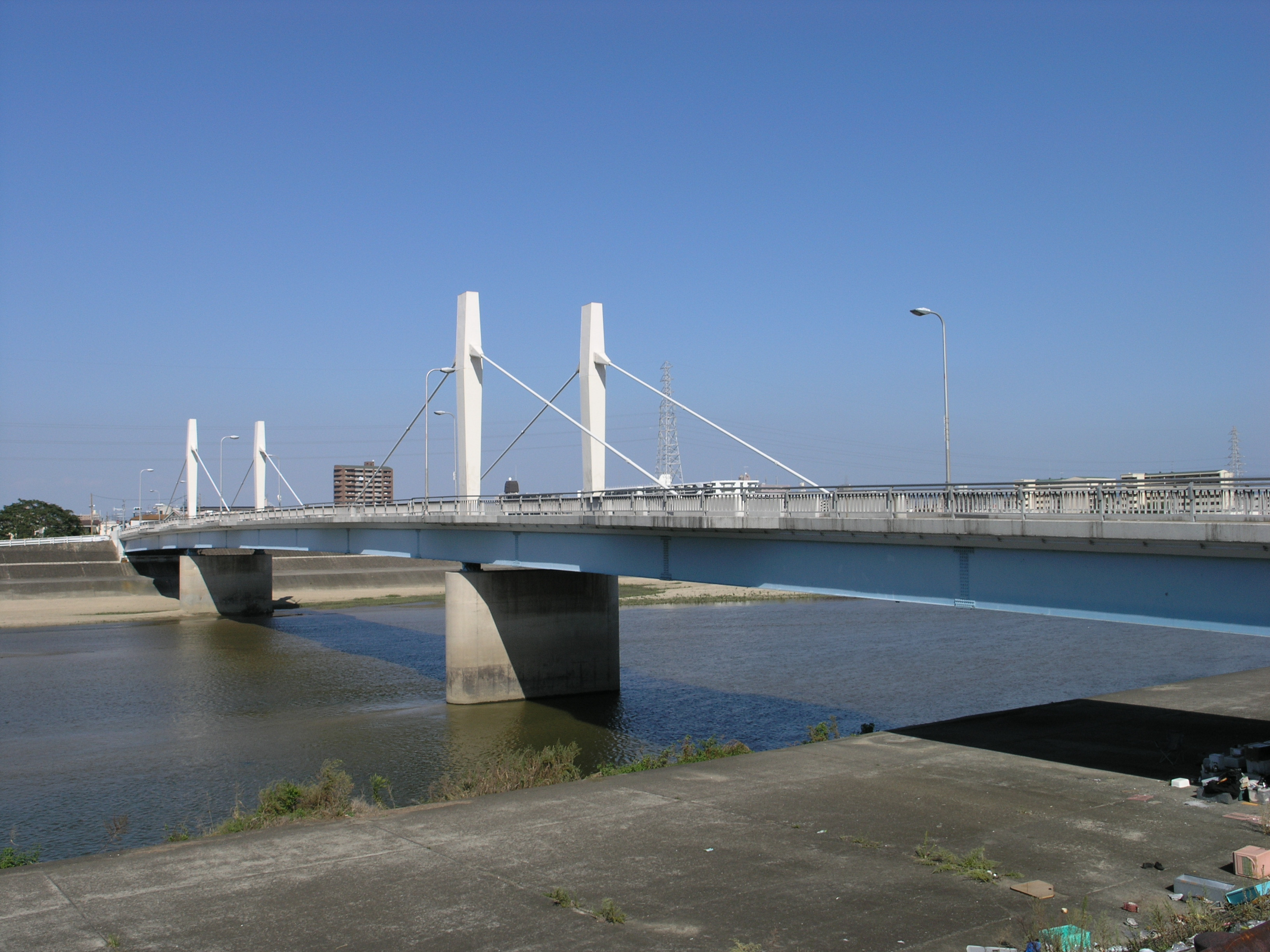
大和橋（堺市側より撮影）

大阪府大阪市住之江区と堺市堺区にまたがっている。大和川に架かる紀州街道の橋であり、江戸時代は公儀橋、明治から昭和前期には国道（29号のち16号）の一部だったが、現在は大阪市道津守安立線の一部である。
- 現在の橋は、1974年（昭和49年）3月竣工
  - 形式：3径間連続合成斜張橋
  - 全長：192メートル
  - 幅員：9.5メートル
  - 左岸：大阪府堺市堺区並松町
  - 右岸：大阪府大阪市住之江区安立4丁目

## 歴史

### 架橋から明治維新まで
架橋地点は元々地続きの紀州街道筋に当たるが、元禄16年（1703年）に大和川の付け替えが決定し、河内国志紀郡柏原村付近から北へ向かっていた川筋が西へ向かうように付け替えられた。街道分断地点の架橋工事は川の開削工事と平行して行われ、最初の橋は宝永元年（1704年）9月26日に通水に先だって開通した。
紀州街道は大坂と住吉大社・堺・岸和田・貝塚・和歌山方面を結ぶ重要な道路であり、当初から公儀橋として江戸幕府が直接管理した。しかし、架橋から14年後の洪水で橋が破損したとされるなど、幾度も破損・流失と修復を繰り返した。
当時大和橋を管理していた堺奉行の引継文書によると、元文元年（1736年）、寛保元年（1741年）、延享3年（1746年）、寛延3年（1750年）、宝暦6年（1756年）、明和3年（1766年）、安永5年（1776年）、天明6年（1786年）、寛政7年（1795年）、文化2年（1805年）と、およそ5 - 10年毎に大修復工事が10回も行われている。公儀橋であるため修復費用は幕府の公金で賄うが、当時の幕府も財政が逼迫しており、修復工事で本橋が通行できない場合の仮橋や渡し船の工面は民間に請け負わせ、その冥加金を工事費に充当したりしている。
その後、文政年間になると大和橋から北之橋（堺市街の北玄関）までの紀州街道沿いが並松町として堺市街に組み込まれた。

### 明治維新以降
幕末には補修さえもままならない状態であったとされ、1869年（明治2年）にようやく補修されたものの、抜本的な解決にはならず、大阪府と堺県は共同で掛け替え工事費用の国費充当を大蔵省に陳情し、1873年（明治6年）に掛け替え工事が実施された。この橋も木造であり、増水時に流失の危機に瀕している。
1916年（大正5年）になってようやく鉄橋化された。その後1939年（昭和14年）と1959年（昭和34年）に大規模な補修がされている。